# ラム酒

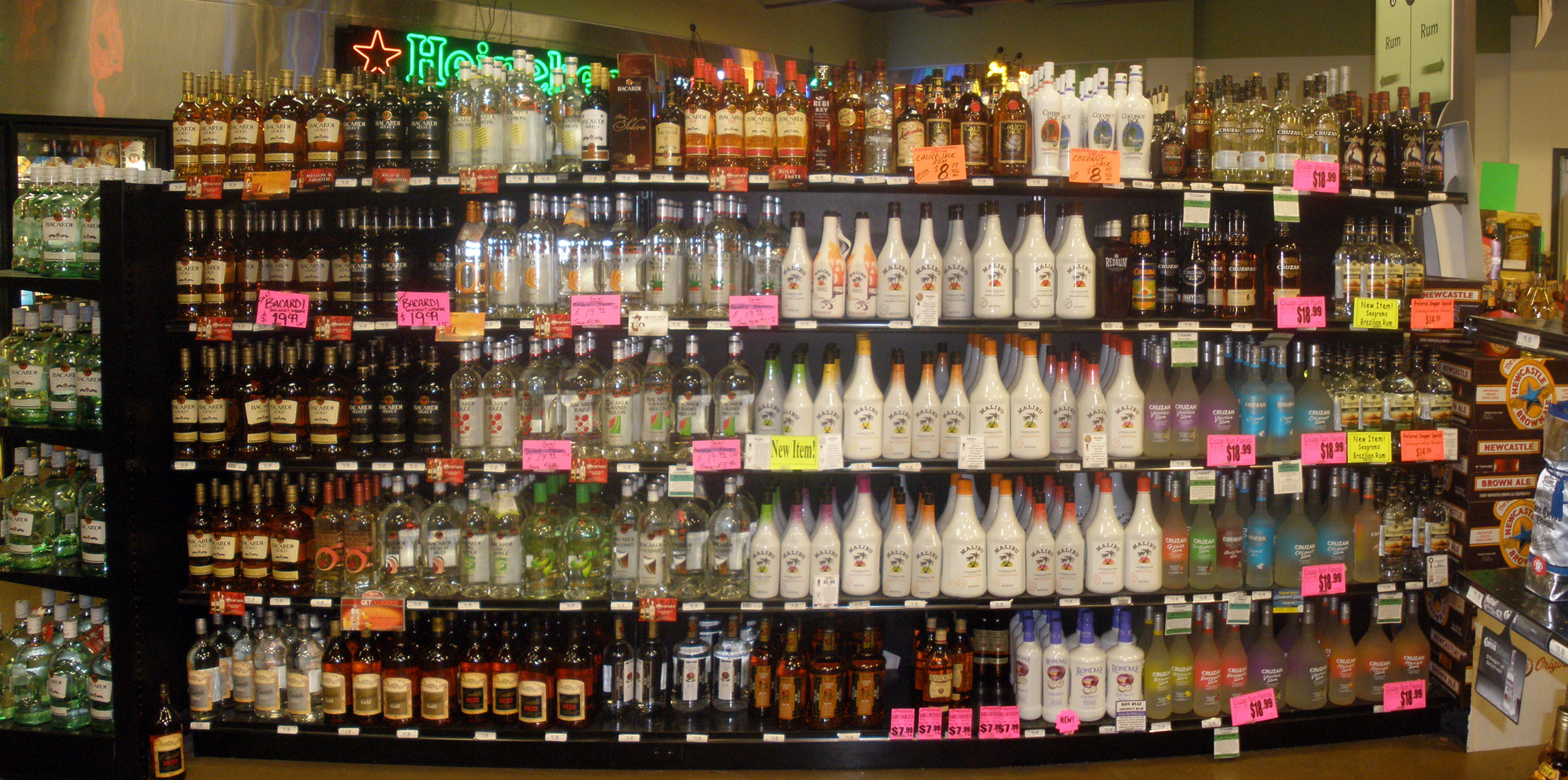
ラム酒が陳列された棚(一部異なった酒類がある)

ラム酒（ラムしゅ）またはラム（英語: rum、フランス語: rhum、スペイン語: ron）とは、サトウキビの廃糖蜜または絞り汁を原料として作られる蒸留酒である。サトウキビに含まれるショ糖を酵母でアルコール発酵させてエタノールに変えた後、蒸留、熟成することで作られる。西インド諸島が原産地と考えられている。
英語では単にラム rumというが、日本語ではrとlの区別がなく、仔羊の肉を意味する「ラム」（英: lamb）などとカタカナ表記が同一になるため、「ラム酒」という言い方も一般的である。以下、本文中では短く「ラム」と表記する。

## 概要
一般的なラム（インダストリアル・ラム）は砂糖を製造する際の副産物である廃糖蜜（モラセス）のみをアルコール発酵原料として使用する。蒸留酒の熟成に関しては、オークの木樽に入れて樽香を付けながら熟成されることが多いが、焼酎ではステンレスのタンク熟成であり、伝統的なものでは甕熟成なども一般的で、必ずしも木樽を使うわけではない。また、ガラス瓶に詰めた後でも熟成は進む。
ラムはアルコール飲料としてそのまま飲まれたり、カクテルのベース酒として用いられる以外にも、ケーキ、タルトなど焼き菓子の風味づけにも多用され、レーズンをラムに漬け込んだ「ラムレーズン」の形で用いられることも多い。ブランデー同様に、香り付けとして紅茶に少量加えることもある。また、アンゴスチュラ・ビターズのように、ラムに他の成分を浸出させたリキュールの製造原料としても用いられる。
「ラム」という名の由来
「ラム」という名前の由来についてはいくつかの説があり、そのいずれであるかは定かではない。
- 蒸留酒を呑んだバルバドス島原住民が酔って騒いでいる様子を見たイギリス人が rumbullion （デボンシャー方言で「興奮」の意）と表現し、その語頭を取ったという説。由来として有力だとされる。
rumbullionはバルバドス島のクレオール方言のピジン言語であり、その語源はラテン語セビーリャ方言の「茎」(rheu)と英語の(bullion)もしくはフランス語の「煮るもの」(bouillon)の合成語という説もある[3]。
- 一説にはラテン語で糖類を意味する「saccharum サカラム」の最後のrumからきているともいわれる[4]。

## 歴史
ラムの発祥には以下のような説があり、定かとはなっていないがカリブ海のどこかの島が原産ではあるようだ（カリブ海の海賊たちの物語の中に登場する酒と言えばラムである）。いずれにせよ、遅くとも17世紀にはラムが存在していたものと考えられている。
- バルバドス島説 - 17世紀にバルバドス島に移住してきたイギリス人がサトウキビに目を付け製造した。
- プエルトリコ島説 - 16世紀初頭、プエルトリコに渡ったスペインの探検家フアン・ポンセ・デ・レオンの一隊の中に蒸留技術を持った隊員がいて、ラムを生み出した。

ラムの原材料はサトウキビであるが、ラム発祥の地とされるカリブ海の島々にはサトウキビは自生していない。1492年、クリストファー・コロンブスによるヨーロッパ人のアメリカ海域への到着以降にヨーロッパ人がこの海域に南アジア原産のサトウキビを持ち込んだところ、気候が合ったため、カリブ海の島々はサトウキビの一大生産地となった。

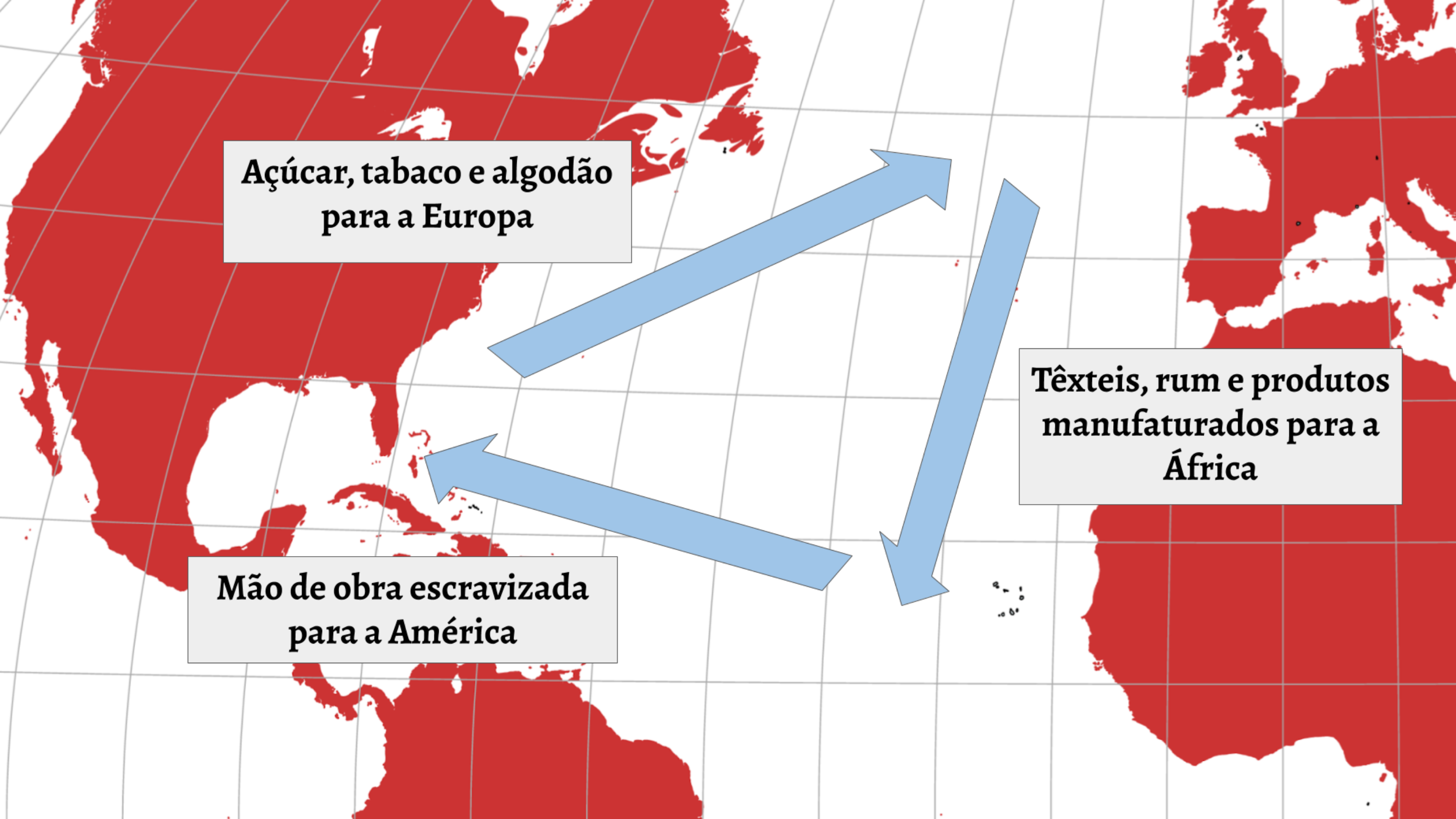
ラムが組み込まれた三角貿易の図

その後、ジャマイカを中心に砂糖プランテーションが拡大するとともに、砂糖精製の副産物であるモラセス（廃糖蜜）から作られるラムの蒸留業も盛んになっていった。これには砂糖・銃・奴隷の三角貿易も強い影響を与えている。即ち、西インド諸島でモラセスを船に積み込みアメリカに運ぶ。アメリカでラムを製造し船でアフリカへ運ぶ。アフリカではラムが黒人の購入代金となり、黒人は奴隷として西インド諸島へ運ばれサトウキビ栽培の労働力となる。この循環は奴隷貿易が廃止される1808年まで続いた。
海賊船においては、船長は長い航海への不安や戦闘や捕虜になる恐れなどから乗組員のストレスを和らげ、いざというときに部下を鼓舞するための強壮剤としてラム酒の予備を取っておいた。海賊は酒を好む者が多く、陸にいる時は酒浸りという者も少なくはなかった。ある大酒飲みの海賊は、ワインの大樽を道において通行人に飲むことを強要し、断ればピストルで脅した。
1740年、イギリス海軍は士気を鼓舞したり、娯楽のために水兵にラムを支給した。一部には「当時の軍艦の動力である蒸気機関のボイラー室のような火を扱う場所で働く者が、高い室温に負けないようにするためにラムを飲ませていた」などと書かれている本もある（ただし、イギリス海軍が本格的に蒸気機関を採用したのは帆走戦列艦をスクリュー汽走戦列艦に改装したエイジャックス号で、100年以上あとの1846年のことである）。
この水兵へのラムの支給は1970年まで続いた。このことから、いくつかのエピソードや伝説（後述）も産まれ、ラムは航海や海の男のイメージを強くしていった。
- イギリス海軍でのラムの支給。（1914年、第一次世界大戦時）
- 支給するためのラムの備蓄
- イギリス海軍でのラムの支給（1940年、第二次世界大戦時、キングジョージ5世号）
- イギリス軍でのラム酒の支給(1940年）

20世紀、第二次世界大戦までのアメリカではジンが人気であったが、大戦によってイギリスからジンを輸入することが困難になったことで、ラムの人気が高まった。第二次世界大戦後もラムの需要は減ることがなく、カクテルのベース（基酒）としての役割が高まっていき、アメリカから世界へとラムの人気は広がっていった。1970年代にはウォッカと共に国際的な酒としての地位を固めていった。
イギリスの『サンデー・ミラー』紙によると、映画『パイレーツ・オブ・カリビアン』シリーズの大ブームのおかげで、イギリスではラムが飛ぶように売れ、バーでもモヒート、ピニャ・コラーダ、マイタイ、キューバ・リブレといったラムベースのカクテルが好んで飲まれ、3作目となる『パイレーツ・オブ・カリビアン/ワールド・エンド』が公開された2007年のダーク・ラム消費量は前年比31%増という数字を叩き出し、イギリスのテスコではゴールデンラムの売上が前年比65%増になったという。

## 種類、分類
ラムには色による分類と、香りの強さによる分類と、原料別製法による分類が有る。
色による分類
いずれもカクテルのベースにも用いられるが、カクテルによってはいずれかの種類のラムを指定されることもある。例えばブルー・ハワイは青い色合いが重要なのでホワイト・ラムが指定され、ゴールド・ラムやダーク・ラムを用いることは少ない。
- ホワイト・ラム（無色） - シルバー・ラムと呼ばれることもある。活性炭などに通して濾過する。
- ゴールド・ラム（薄い褐色） - 樽熟成させて作る。着色料を添加して作られる製品もある。風味や香味は中間的な傾向にある。アンバー・ラムと呼ばれることもある。
- ダーク・ラム（濃い褐色） - 樽熟成させて作る。着色料を添加して作られる製品もある。風味や香味が強い傾向にあり、製菓にも使用される。

- ホワイト・ラム
- ダーク・ラム

風味による分類
詳細は後述（→#製法別の風味の違い）
- ライト・ラム - 連続式蒸留器で蒸留する。風味も香味も弱い。
- ミディアム・ラム - 製造法、蒸留法はさまざま。風味も香味も中間的。
- ヘビー・ラム - 単式蒸留器で蒸留する。風味も香味も強い。

醸造原料別の製法の違いによる分類
詳細は後述（→#醸造原料別の違い）
- インダストリアル製法 - サトウキビから砂糖を精製分離した後の副産物であるモラセスを原料とする古典的製法。
- アグリコール製法 - サトウキビの搾り汁を直接原料とする製法。

日本ラム協会による分類
日本ラム協会では以下のような分類を行っている。
- トラディショナルラム - モラセスを原料とするラム酒。インダストリアル製法と同じ。
- アグリコールラム - サトウキビの搾り汁を直接原料とする製法。アグリコール製法と同じ。
- ハイテストモラセスラム - サトウキビの搾り汁を加熱し、シロップ化したものを原料とする。

その他
- スパイスト・ラム（→#スパイスト・ラム）

なお、ラムは日本の酒税法には名称の記載がなく、蒸留酒類の内、スピリッツに分類される（第3条）。

## 製法
いずれの方法においても、複数回の蒸留を行って、エタノールの濃度を、製造段階で一旦80%程度に濃縮することが多い。ただし最高でもエタノールは95%未満にまでしか濃縮しない。もしここで95%以上にまでエタノールを濃縮してしまうと、中性スピリッツになってしまう。蒸留による濃縮後、熟成させる前に加水することもある。
熟成後は通常割り水され、だいたいアルコール度数が40%-50%くらいの酒になるように調整して出荷される。しかし、中にはアルコール度数75.5%で出荷される銘柄も存在する。なお、酒のエタノールの濃度を指して"151プルーフ"（=アルコール度数75.5%をUSプルーフで表したもの）という表記がなされることがあり、出荷時に151プルーフという意味で名称に「151」が付けられる製品もある。例えば、ロンリコ151、バカルディ151などである。
- フランスの海外県グアドループでのラムの発酵
- Millaquinの蒸留所（20世紀前半）
- ラムのための蒸留器
- 熟成樽
- 樽
- ベネズエラの蒸留所で瓶詰されるラム

### 醸造原料別の違い
発酵させてできた醸造酒を蒸留し、エタノールの濃度を高めてから熟成させる工程は共通であるが、主に原料によってインダストリアル製法とアグリコール製法に分類される。

#### インダストリアル製法
インダストリアル製法は、サトウキビから砂糖を精製する際の副産物であるモラセス（廃糖蜜）を原料として作られるもの。この製法で作られたラムをインダストリアル・ラム（工業ラム）と呼ぶこともある。
この製法で作られたラムが、全世界的にはラムの総生産量の約97%ないし約98%を占める。
モラセスを貯蔵しておくことで、サトウキビの収穫時期に拠らず通年でラムを製造できる。また、モラセスを輸入してサトウキビの生産地以外でも醸造工程からラムの製造ができる。
インダストリアル製法の中には、例外的に固形の黒砂糖を水に溶解させて用いる例がある。

#### アグリコール製法
アグリコール製法は、サトウキビの搾り汁から砂糖を精製せずに、搾り汁を直接、原料として醸造酒を作る。この製法で作られたラムをアグリコール・ラム（農業ラム）と呼ぶこともある。
登場はインダストリアル製法より新しく、また全世界的にもラムの総生産量の約3%ほどしかない。また、サトウキビは刈り取った瞬間から加水分解やバクテリア発酵が始まるため、栽培地の近くでないとこの製法は行えない。

### 製法別の風味の違い
「ライト・ラム」と「ミディアム・ラム」と「ヘビー・ラム」では、風味と製法が異なる。

#### ライト・ラム
ライト・ラムは、モラセスと水を混ぜ、純粋酵母発酵させて醸造酒を作り、連続式蒸留器で蒸留。蒸留後、内面を焦がしていないホワイトオーク樽やタンクで短期間熟成される。樽熟成のままだとゴールドラムに、熟成後に活性炭で濾過するとホワイト・ラムになる。
弱い風味と味（比較的中性スピリッツに近いこと）が特徴である。このため、ラムの中では、このタイプのものがカクテルのベースとして多用される。
スペインの統治下にあったキューバ、プエルトリコなどに多くみられる。2022年に「キューバのライト・ラム・マスターの知識」はUNESCOの無形文化遺産に認定される。

#### ヘビー・ラム
ヘビー・ラムは、モラセスを自然発酵させ単式蒸留器で蒸留する。蒸留する前にバガス（サトウキビ搾汁後の残渣）やダンダー（前回蒸留したときの残液）を加えることもある。蒸留後、内面を焦がしたオーク樽（バーボン樽を用いることもある）で熟成させる。長期間（3年以上）熟成されるとダーク・ラムになる。
エタノール以外の副生成分を多く含み、風味が強く、褐色をしているのが特徴。場合によっては濃い褐色の場合もある。なお、この分類をダーク・ラムと呼ぶこともある。
琥珀色を出す為に着色料（カラメル）を添加して作られる製品もある。色が濃い方が質が良いと誤解されている地域もあるため、過度の着色をされる場合がある。
イギリス連邦加盟国のジャマイカ、ガイアナ、トリニダード・トバゴなどに多くみられる。

#### ミディアム・ラム
ミディアム・ラムは、ヘビー・ラムと同様にモラセスを自然発酵させ醸造酒を造る。バガスやダンダーを加えることもある。蒸留は連続式蒸留器を使う銘柄もあれば、単式蒸留器を使う銘柄もある。また、ヘビー・ラムとライト・ラムをそれぞれ製造し、ブレンドするといった製法もある。このように、その製法は様々である。
ラムの風味と香りを持たせながら、ヘビー・ラムほど強い個性ではないのが特徴。ヘビー・ラムと同様に、カラメルなどを着色のために添加していることもある。
フランス系植民地で発展し、フランスの海外県のマルティニーク島やグアドループ島などによくみられる。

### その他の製法

#### スパイスト・ラム
スパイスト・ラムには、インダストリアル・ラムにバニラなどの香辛料で香り付けを行ったものや、フルーツやハーブを漬け込んだものがある。セント・マーティン島のグアバベリー・ラムリキュールは、輸入したラムの樽にグアバベリーを漬け込んでつくられている。スパイスト・ラムは、一般的なラムと比較すると出荷時のアルコール度数が低い製品もあり、アルコール度数30度台の製品も存在する。なお、スパイスト・ラムはフレーバード・ラム（フレイバード・ラム、フレーバー・ラム）とも呼ばれる。
また、他のタイプのラムにも何らかの香りを付けることもある。

## 産地による製法の特徴
全てに当てはまるわけではないものの、植民地時代に確立した製法を受け継いでいるメーカーが多いため、旧宗主国本土で一般的であった蒸留酒（イギリスのスコッチ・ウイスキー、フランスのブランデーなど）と特徴も類似する傾向がある。一部のメーカーでは現在でも原酒を旧宗主国本土に運んで熟成させることも行われている。

## 主なブランド
- アプルトン （Appleton）（ジャマイカ）
- エル・ドラド （El Dorado）（ガイアナ）
- HSE サンテティエンヌ（HSE Saint Etienne）（フランス海外県マルティニク島）
- オールド・オーク （Old Oak）（トリニダード・トバゴ）
- ガンナー (Ganna) （中華人民共和国。2011年創業。）
- キャプテン・モルガン （Captain Morgan） （スパイスト・ラムなどは、プエルトリコ。ただし、ダーク・ラムはジャマイカ。）
- クルーザン （Cruzan）（アメリカ領ヴァージン諸島）
- クレマン （Clement）（フランス海外県マルティニク島）
- コイーバ （Cohiba）（キューバ）
- コックスパー （Cockspur）（バルバドス）
- サンタ・テレサ （Santa Teresa）（ベネズエラ）
- ジェー・エム・ラム(Rhum J.M) （フランス海外県マルティニク島）
- タンドゥアイ （Tanduay）（フィリピン）
- サンソム　(Sangsom) （タイ）
- デメララ （Demerara）（主なブランドに、Van DijkやLemon Hart等）（ガイアナ）
- トロワ・リヴィエール （Trois Rivieres）（フランス海外県マルティニク島）
- ネグリタ （Negrita）（フランス）
- バカルディ （Bacardi）（1862年キューバで創業、現在はプエルトリコ、他）
- パッサーズ　(Pusser's) （イギリス海軍支給品。1970年に配給制の終了に伴って一般向けの販売を開始。）（イギリス領ヴァージン諸島）
- ハバナ・クラブ （Havana Club）（キューバ）
- バルバンクール （Barbancourt）（ハイチ）
- バローズ （Barrow's）（トリニダード・トバゴ）
- バンダバーグ （Bundaberg）（オーストラリア）
- パンペロ （Pampero）（ベネズエラ）
- マイヤーズ （Myers's）（ジャマイカ）
- マンダレー （Mandalay）（ミャンマー）
- ラオディ （LAODI）（ラオス）
- レモンハート （Lemon Hart）（ガイアナ）
- ラ・マニー（La Mauny ）（フランス海外県マルティニク島）
- ロン・サカパ (Ron Zacapa) （グアテマラ）
- ロンリコ （Ronrico）（プエルトリコ）
- J.バリー (J. Bally)（フランス海外県マルティニク島）

- アプルトン （Appleton）
- エル・ドラド （El Dorado）
- オールド・オーク （Old Oak）
- クレマン Clement
- トロワ・リヴィエール （Trois Rivieres）
- ネグリタ （Negrita）
- バカルディ （Bacardi）
- バルバンクール （Barbancourt）
- マイヤーズ （Myers's）
- ラ・マニー （La Mauny）
- ロン・サカパ (Ron Zacapa)

## 日本でのラム生産
小笠原諸島では、開拓初期（1830年頃）の欧米系定住者が捕鯨船とラムの取引を行っていた。1876年に日本領土に確定してからは、亜熱帯の気候を生かし、サトウキビの栽培が行われた。このサトウキビを使った製糖業が盛んになり、製糖の過程で生ずるモラセス（廃糖蜜）から作った蒸留酒を、島民は「泡酒」や「蜜酒」などと呼び、太平洋戦争中に島民が強制的に本州などへ疎開させられるまで愛飲されることになる。1968年に日本に返還後、疎開先から徐々に小笠原に戻ってきた旧島民によってラムの製造も再開された。地ビールブームの中、村おこしの一環として小笠原ラム・リキュール株式会社が設立され、1992年に製品化された。
第二次世界大戦後のラム製造としては、徳之島にある高岡醸造が1979年から作っている「ルリカケス」が国産ラムの第1号である。なお、徳之島を含む奄美群島では黒糖焼酎が作られており、戦後アメリカが占領支配していた時期（1953年の本土復帰ごろまで）には、黒糖だけで蒸留酒（黒糖酒）が作られた例もあるが、オーク樽による熟成が行われることはなかった。ラムと現在の奄美黒糖焼酎の違いは、ラムには使用されない米麹が、黒糖焼酎では日本の税法上の規定のために必ず使用される点と、黒糖焼酎はモラセスではなく、固形の黒砂糖を使用する点である。「ルリカケス40度」は1979年の発売開始以降連綿と販売されてきたが、2023年4月の酒税法改正に伴いゴールドラムとしての製造が困難となり、以降はホワイトラムとして販売されている。
21世紀に入ると製造者が多様化した。沖縄県の南大東島で生産を行っているグレイスラムは、元々酒造業とは無関係な沖縄電力のベンチャーという異色の存在である。同社の社内ベンチャーに応募した現社長・金城祐子の案が事業化され、2004年に設立。南大東村の協力を得て旧南大東空港のターミナル施設を工場として借り受けて生産を行っている。グレイスラムはサトウキビの栽培が盛んな南大東島の利点を活かし、基本的にサトウキビの産地でないと作れないアグリコール・ラムの生産を行っている。
2007年には、高知県の菊水酒造よりラムが発売された。同社は、1849年頃から栽培の歴史があり、1950年には日本一の生産量を誇った高知県のサトウキビ栽培を復活させるべく、黒潮町にて栽培、アグリコールラムの製造を行っている。同社のヨコスカ・ラムはサトウキビの北限とされる静岡県大須賀町（現・掛川市）で作られたサトウキビを原料に製造したアグリコール・ラムである。
イエ・ラム・サンタマリアは、沖縄県の伊江島で2011年7月から販売されているアグリコール・ラムである。
滋賀県のナインリーヴズは2013年に開業した本州初のラムブランドで、黒糖を原料に用いている。世界的なラム品評会RHUM FEST PARISにて2014年度のイノベーション部門銀賞を日本のラムのブランドとしては初めて獲得したが、製造継続が困難となり廃業した。
2020年には、クラウドファンディングサイトMakuakeにて「和三盆を作るときに出てきた糖蜜を蒸留してできたラム酒」が登場した。これはその名の通り、香川県で伝統的に作られている和三盆糖の製糖過程で生じる廃糖蜜を活用したインダストリアル・ラムである。
- 小笠原ラム・リキュール（東京都小笠原村　小笠原ラム・リキュール株式会社）
- ルリカケス、徳州（鹿児島県徳之島町　高岡醸造株式会社 ）
- コルコル（沖縄県島尻郡南大東村　株式会社グレイスラム）
- ヘリオスラム（沖縄県名護市　ヘリオス酒造）
- ジャパニーズラム・RYOMA（高知県安芸市　菊水酒造）
- ヨコスカ・ラム（静岡県掛川市大須賀町商工会）
- イエ・ラム（沖縄県伊江島　伊江島蒸留所）
- ナインリーヴズ（滋賀県大津市　竹廣株式会社ナインリーヴズ蒸留所）廃業
- 和三盆を作るときに出てきた糖蜜を蒸留してできたラム酒（香川県 美馬産業株式会社高松営業所）

### 日本ラム協会
2008年、ラム専門のバー（ラム・バー）のオーナーら5人が集まって日本ラム協会を設立した。日本におけるラムの認知、普及、定着を目標として活動を行っており、ラム・コンシェルジュの資格認定、教育、JAPAN RUM CONNECTIONなどのイベント開催を行っている。

## さまざまな用途のギャラリー
- ラムでひたしたサヴァラン
- ラムを入れたケーキ（イタリア）
- ラムレーズン・アイスクリーム
- チョコレート・ラム・ボール
- ラムに浸したフルーツをのせたカスタード・プリン

## ラムに関するエピソード
- バルバドス島では、この酒が焼けるように強いことから、「キル・デビル（kill-Devil、悪魔殺し）」と呼ばれていた[16][17]。
- イギリス人は、ラムのことを「憩いの水」とも呼ぶ。これは、1609年にジョージ・サマーという者の船がバミューダ島に向かっていた折、ハリケーンに遭い難破しそうになるということがあり、この時、船の乗組員は死の恐怖に直面したが、ラムを飲んで心の平穏を保ったことに由来するという[18]。
- イギリス海軍ではラムをストレートで海兵に支給していたが、何日か分の配給をためて一気に飲み干した者がいたため、エドワード・バーノン（英語版）提督が、1740年8月21日にラムと水を1:4で混ぜて作った水割りのラムを支給するように命令した。当初、この薄いラムは部下達に不評であった[19]。部下たちは、グログラム (Grogram) という混紡生地で出来たコートを着ていたバーノン提督へ“オールド・グロッグ”（Old Grog）というあだ名を奉り、この飲み物をある種の恨みを込めて「グロッグ grog」と呼ぶようになった[20]。しかし、18世紀末ころまでには、むしろグロッグの方が好まれるようになったと言われている[19]。2010年現在でも水割りラムはグロッグと呼ばれる。現代ではグロッグという語は酒類全般を指すためにも使われており、泥酔することを「グロッギー groggy」と言う[21]。そして日本で使われる「グロッキー」という言葉は、このグロッギーが訛ったものである。
- 1805年のトラファルガー海戦で戦死したホレーショ・ネルソン提督の遺体は、腐敗を防ぐためラムの樽に漬けてイギリスに運ばれ、このラムはダーク・ラムであったため、以降ダーク・ラムのことを「ネルソンの血」と呼ぶようにもなったと伝承されている[22]。この説は広く信じられており、英国海軍御用達の酒造パッサーズ社（英語版）までも「Nelson's blood」と銘打ったラム酒を販売するほどであったが、現在は異説が有力であり、ネルソン提督の遺体の保存のために使用されたのは、ラムではなくブランデーであったと言われる[23]。しかし、ブランデーは「ネルソンの血」と呼ばれることはない。
  - ネルソンの旗艦、ビクトリー号が保存されているポーツマス軍港の国立博物館発行のパンフレットには、ブランデーと記載され、イギリス政府のNational Archivesのホームページにも当初はブランデーとの記載がある。ビクトリー号の現地解説員からは、コニャックを主体に、船医が綿密に計画して他液体を調合した、と説明がある。
  - このネルソンを漬けたラムを水兵たちが盗み飲みしてしまったため、帰国の際には樽は空っぽになっていたという逸話もある。しかし、実際にそのラムを飲んだのはイギリスに到着してからであった、つまりネルソンの遺体を保存するという役目を果たした後のラムであったとも言われる[24]。
- アメリカが第二次キューバ独立戦争に介入し、キューバがスペインから独立した時に、アメリカ兵がラムをコーラで割るという飲み方をした。このラムをコーラで割ったものは、キューバ・リブレ（Cuba libre, 英語ではキューバ・リバー、スペイン語ではクーバ・リブレ）と呼ばれるカクテルの1つである。水割りであるグロッグと共に、ラムの主要な飲み方の1つとなった。

## その他
- ベイラム - ラムにベイツリー （英語版）をはじめとする各種薬草・香草・香油・等を配合したローション（主にアフターシェーブローション）。
- ラムフィニッシュ - ラムを熟成した樽に熟成終了直前のウィスキーを入れて、ウィスキーの仕上げの熟成をする手法。これは、ラムの香味をウィスキーに移すことを狙った手法である。